# Whisky & Gogo
Whisky & Gogo era una serie a fumetti western ideata da Luciano Bottaro e Carlo Chendi pubblicata inizialmente nel 1960 all'interno di un quindicinale, per proseguire, considerato il successo ottenuto fra i lettori più giovani, in una rivista apposita della Editrice Cenisio.

## Personaggi
Whisky e Gogo sono rispettivamente un orso bruno e un trapper. Se di cosa fosse ghiotto l'orso è desumibile dal nome, il trapper Gogo palesava subito dallo stesso sembiante la propria innocuità: era infatti una figurina minuta, con folta barbetta e pipetta sempre in bocca.
Numerosi erano i comprimari della serie: il professor Paleon Thologo, uno scienziato cui si doveva la teoria secondo cui l'homo sapiens discenderebbe dall'orso, il sicario Haustero il pistolero, Spaccalorso, accanito sterminatore di orsi, e, di contorno, le giacche blu (tinte di grigio nel fumetto in bianco e nero) del Settimo Cavalleria Appiedata.

## Ambientazione
L'ambientazione del fumetto era data da un west un po' particolare, indefinito, con gli abitanti, gli indiani Spaventapasseri, che assumevano aspetto di paradigma, rappresentando un po' tutte le minoranze etniche del mondo.